# مادوگودا
مادوگودا (به لاتین: Madugoda) یک منطقهٔ مسکونی در سری‌لانکا است که در استان مرکزی (سری‌لانکا) واقع شده‌است.